# Біг-Флетс (Нью-Йорк)
Біг-Флетс (англ. Big Flats) — місто (англ. town) в США, в окрузі Чеманг штату Нью-Йорк. Населення — 7791 особа (2020).

## Демографія
Згідно з переписом 2010 року, у місті мешкала 7731 особа в 3083 домогосподарствах у складі 2269 родин. Було 3267 помешкань
Расовий склад населення:
| - 94,1 % — білих - 2,7 % — азіатів - 1,7 % — чорних або афроамериканців - 0,2 % — корінних американців |

До двох чи більше рас належало 1,2 %. Частка іспаномовних становила 1,3 % від усіх жителів.
За віковим діапазоном населення розподілялося таким чином: 22,8 % — особи молодші 18 років, 59,0 % — особи у віці 18—64 років, 18,2 % — особи у віці 65 років та старші. Медіана віку мешканця становила 44,9 року. На 100 осіб жіночої статі у місті припадало 97,9 чоловіків;  на 100 жінок у віці від 18 років та старших — 94,4 чоловіків також старших 18 років.
Середній дохід на одне домашнє господарство  становив 91 095 доларів США (медіана — 75 625), а середній дохід на одну сім'ю — 109 345 доларів (медіана — 95 452). Медіана доходів становила 61 818 доларів для чоловіків та 63 555 доларів для жінок. За межею бідності перебувало 5,7 % осіб, у тому числі 1,5 % дітей у віці до 18 років та 4,8 % осіб у віці 65 років та старших.
Цивільне працевлаштоване населення становило 3758 осіб. Основні галузі зайнятості: освіта, охорона здоров'я та соціальна допомога — 28,0 %, виробництво — 16,6 %, роздрібна торгівля — 8,9 %, фінанси, страхування та нерухомість — 8,5 %.